# SS Sołdek

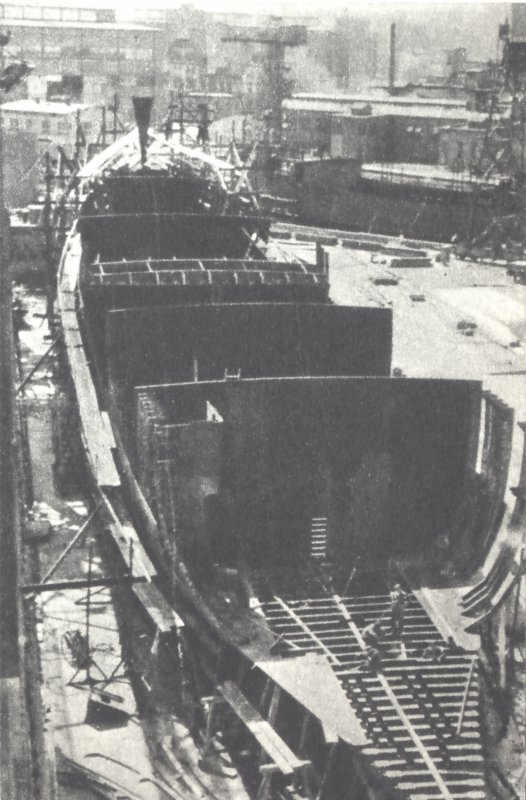
Na pochylni w Stoczni Gdańskiej

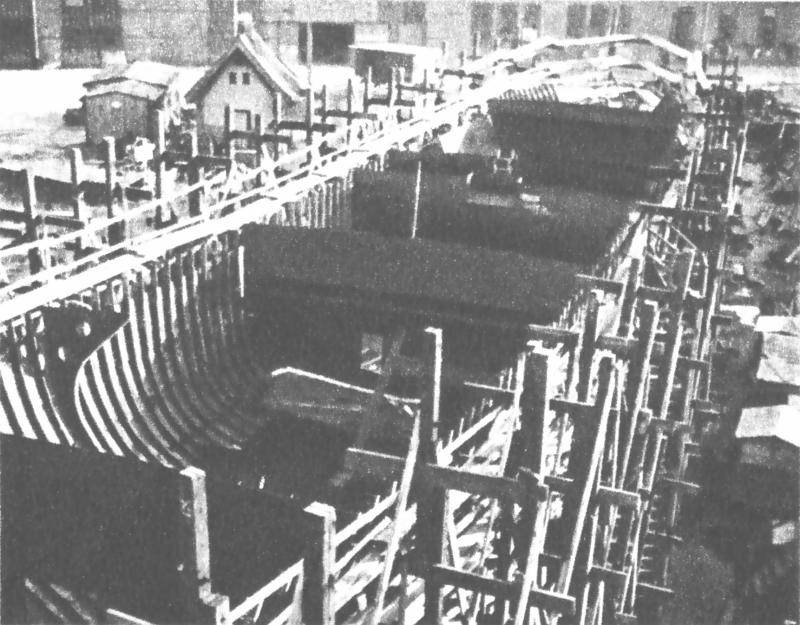

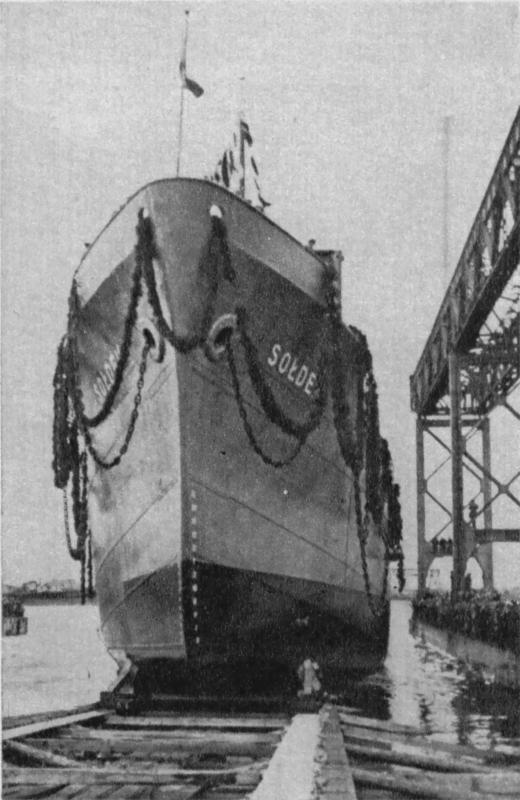
Wodowanie „Sołdka”

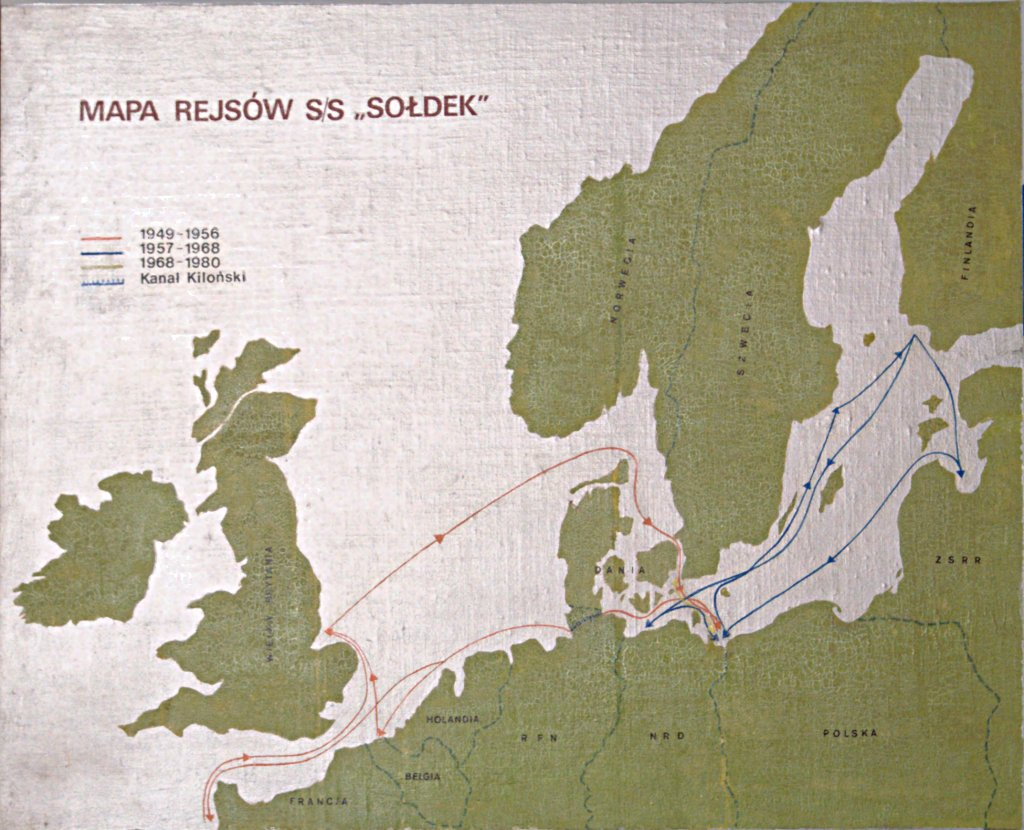
Mapa rejsów „Sołdka”

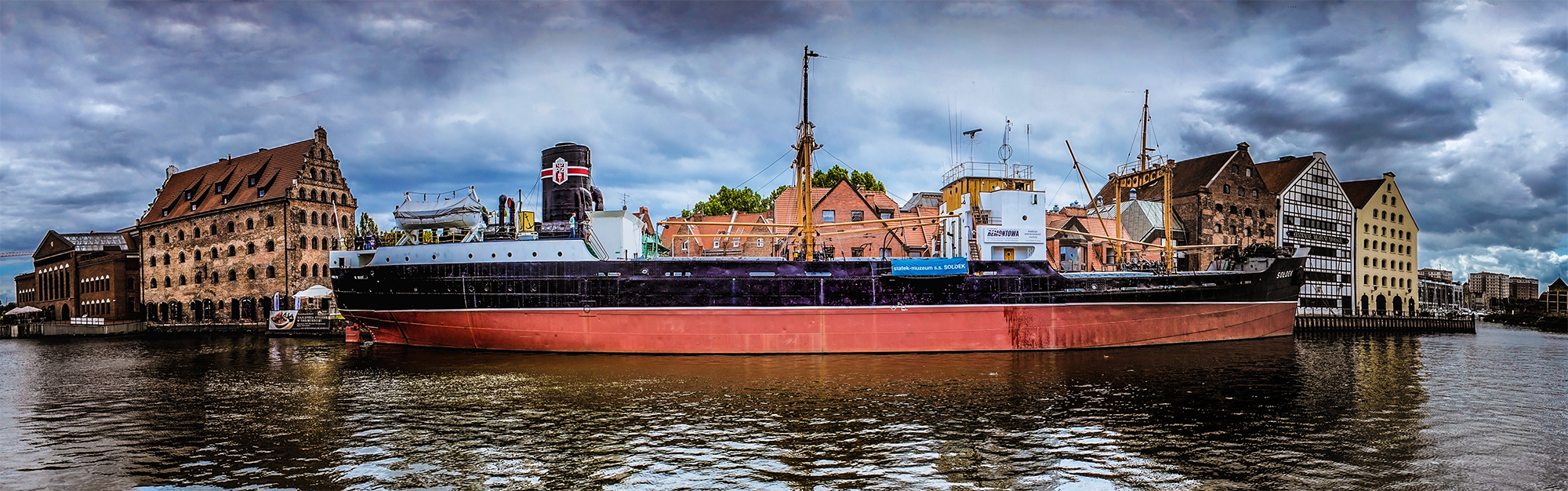
Statek Muzeum SS Sołdek

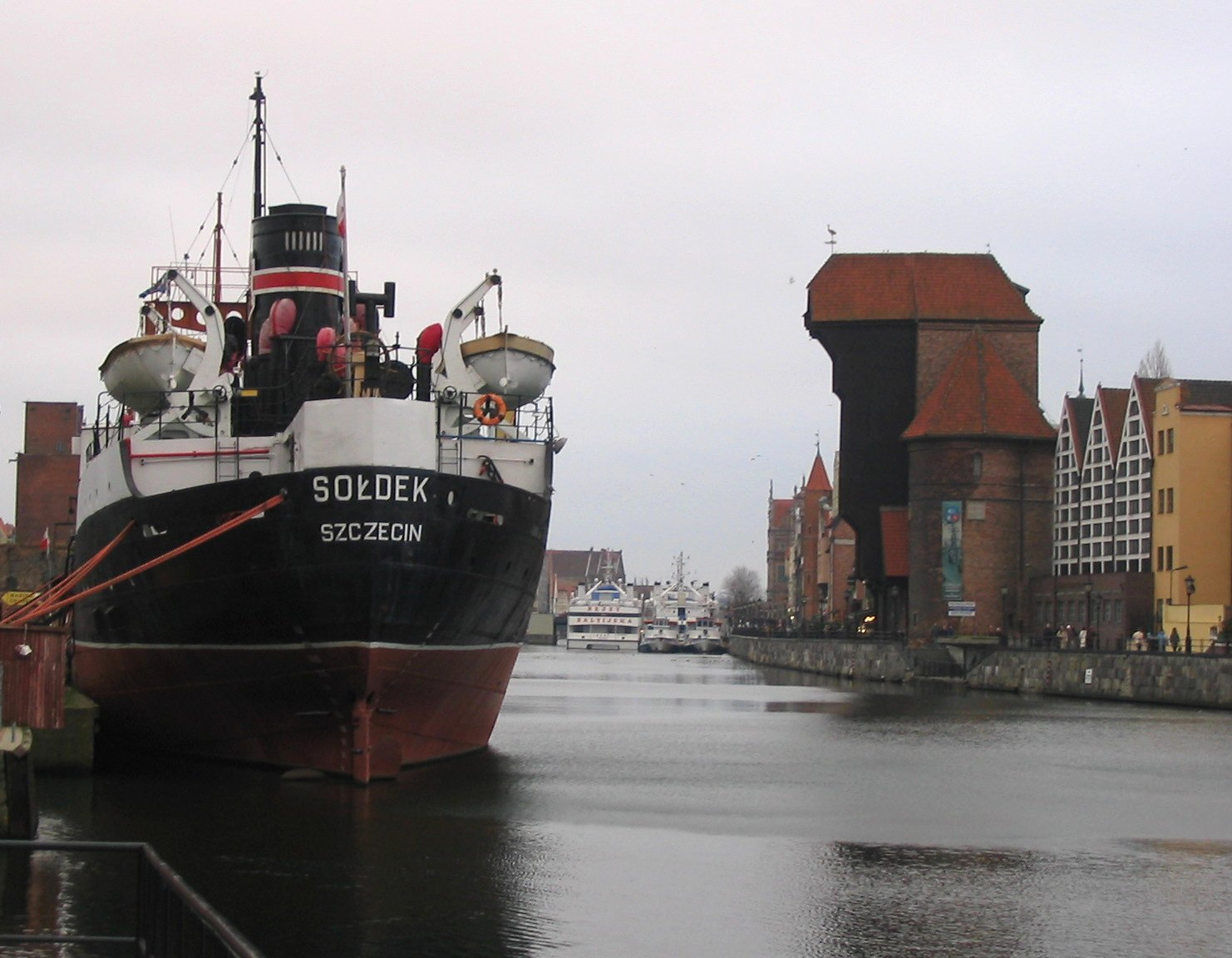
SS Sołdek na Motławie w Gdańsku

SS Sołdek – rudowęglowiec, masowiec o napędzie parowym – pierwszy statek pełnomorski zbudowany całkowicie w Polsce po II wojnie światowej, który następnie przez szereg lat pływał pod polską banderą handlową, a później służył m.in. jako magazyn pływający na Odrze w Szczecinie. Prototyp serii dwudziestu dziewięciu rudowęglowców – małych masowców typu B30 budowanych w latach 1949-1954 w Stoczni Gdańskiej. Otrzymał nazwę od nazwiska ówczesnego trasera Stoczni Gdańskiej, przodownika pracy Stanisława Sołdka, którego żona, Helena, została matką chrzestną statku. 
Projekt wstępny statku został opracowany przez grupę polskich konstruktorów pod kierunkiem mgr. inż. Henryka Giełdzika, zaś dokumentację warsztatową zlecono francuskiej stoczni Augustin Normand w Hawrze. Budową statku kierował mgr inż. Jerzy Doerffer.
Do 30 grudnia 1980 roku „Sołdek” odbył 1479 rejsów morskich, przewiózł ponad 3,5 miliona ton towarów, zawijając do ponad 60 portów. Od 17 lipca 1985 roku udostępniony do zwiedzania jako statek-muzeum, oddział Narodowego Muzeum Morskiego w Gdańsku. W 2024 roku statek zwiedziło 69 499 osób. 

## Podstawowe informacje
- Armator: od 2 stycznia 1952 roku Polska Żegluga Morska w Szczecinie (wcześniej zamówiony i eksploatowany przez: Gdynia-Ameryka Linie Żeglugowe S.A., jako formalna własność Żeglugi Polskiej S.A.)[4]
- Bandera:  Polska
- Port macierzysty: Szczecin
- Budowniczy: Stocznia Gdańska
- Typ jednostki: rudowęglowiec typu B30/1 (typ konstrukcyjny – szańcowiec z siłownią na rufie)
  - Wymiary:
  - długość całkowita: 87,00 m
  - szerokość na wręgach: 12,30 m
  - wysokość do pokładu górnego: 5,80 m
  - zanurzenie do znaku ładunkowego: 5,41 m
- Nośność statku: 2610 t
- Pojemność rejestrowa:
  - brutto: 2005 BRT
  - netto: 994 NRT
- pokłady
  - rufa
    - międzypokład
    - pokład szańcowy z lukami (od nadbudówki na śródokręciu do rufy)
    - pokład łodziowy

  - śródokręcie
    - pokład oficerski
    - pokład nawigacyjny
    - pokład namiarowy

  - pokład główny z lukami (od dziobówki do nadbudówki na śródokręciu)
  - dziób
    - pokład dziobówki
- Cztery ładownie
- Napęd:
  - 2 kotły opalane węglem systemu Howden-Johnson – zaprojektowane w Katedrze Kotłów Parowych na Politechnice Gdańskiej pod kierunkiem prof. Antoniego Kozłowskiego
    - zużycie węgla: 1 t/h

  - maszyna parowa 4-cylindrowa, podwójnego rozprężania, systemu Lentza typu ML8a produkcji huty „ZUT Zgoda” w Świętochłowicach na Śląsku
    - nr fabryczny: 2510 (maszyna aktualnie znajdująca się na statku)
    - rok produkcji: 1951 (maszyna aktualnie znajdująca się na statku)
    - projekt: zespół konstruktorski pod kierownictwem Adolfa Polaka na PG
    - para dolotowa:
      - ciśnienie: 1,45 MPa (14,2 at)
      - temperatura: 325 °C (598 K)
      - jednostkowe zużycie pary: 5 kg/KMh

    - próżnia w skraplaczu: 92%

  - moc napędu głównego: 1300 KM (956 kW) przy 125 obr./min
  - jedna śruba
- Instalacja elektryczna:
  - dwa parowe zespoły prądotwórcze:
    - długość: 1950 mm
    - szerokość: 850 mm
    - moc prądnicy: 20 kW
    - jednocylindrowa, szybkoobrotowa maszyna parowa: Świdnicka Fabryka Urządzeń Przemysłowych.
    - prądnica: firma K. Pustoła z Warszawy[5][6]

  - prądnica awaryjna zaprojektowana na Politechnice Gdańskiej
- Prędkość na próbach przy 90% mocy siłowni: 9,9 węzła
- Liczba miejsc dla załogi: 33 osoby
- Załoga: 28
- Projekt wstępny: mgr inż. Henryk Giełdzik
- Dokumentacja warsztatowa: francuska stocznia Augustin Normand
- Budową statków kierował: mgr inż. Jerzy Doerffer

## Załoga

### Pierwsza
- Kapitan: Zbigniew Rybiański[7]; absolwent Państwowej Szkoły Morskiej z 1930 roku w Tczewie
- Pierwszy oficer: Walery Szot
- Mechanicy:
  - pierwszy: Kazimierz Świerczewski
  - drugi:  Wnurowski
  - trzeci: Józef Cygan
- Palacz okrętowy: Kazimierz Postek
- Kucharz: Stanisławski

## Kalendarium
- 15 września 1947: rozpoczęcie trasowania
- 1948
  - 3 kwietnia: położenie stępki – pierwszy nit zakuł minister żeglugi Adam Rapacki, pierwsze blachy poświęcił ksiądz kapucyn z kościoła św. Jakuba w Gdańsku
  - 6 listopada: wodowanie – matka chrzestna Helena Sołdkowa, żona trasera
- 1949
  - 24 września o godzinie 9.55: pierwszy rejs próbny – wyprowadził pilot portu gdańskiego, kapitan Laskowski, za pomocą holowników: „Atlas” na dziobie i „Cyklop” na rufie
  - 21 października: przekazanie do eksploatacji
  - 22–24 października: pierwszy rejs Gdańsk – Szczecin (Wały Chrobrego)
  - 25 października godz. 12: uroczyste podniesienie bandery
  - 26-30 października: pierwszy rejs z ładunkiem do Gandawy w Belgii z 2200 t węgla
- 1952 wymiana maszyny parowej spowodowana awarią
- 30 grudnia 1980: opuszczenie bandery i przekazanie jako hulk muzealny Muzeum Szczecińskiemu
- 28 kwietnia 1981: przekazanie Centralnemu Muzeum Morskiemu w Gdańsku.
- od 17 lipca 1985: Statek muzeum
- 17 października – 19 grudnia 2020: przegląd techniczny i największy od 35 lat remont w Gdańskiej Stoczni „Remontowa”[8][9]; w ładowniach nr 3 i 4 otwarto nową wystawę stałą pt. "Sołdek i jego czasy". Udostępniono także nową przestrzeń ekspozycyjną w ładowni nr 2 na dziobie statku[10][11].

## Plany i modele
- Mały Modelarz nr 8/83
- Plany Modelarskie nr 2/1982 (108)

## Statki typu B30

### Pod polską banderą
- Sołdek (numer stoczniowy B30/1) – przy wodowaniu otrzymał imię osoby żyjącej; od 1981 statek muzeum
- Jedność Robotnicza (B30/2) – w 1979 złomowany w Glasgow
- Brygada Makowskiego (B30/3) – w 1979 złomowany w Glasgow (pierwszy statek pod polską banderą o zbiorowym patronie)
- 1 Maja (B30/4) – bezpośrednio po ukończeniu przekazany ZSRR i nazwany Pervomaysk
- Pstrowski (B30/5) – przy wodowaniu otrzymał imię osoby żyjącej; w 1978 złomowany w Glasgow
- Wieczorek (B30/6) – w 1978 sprzedany do Wielkiej Brytanii i używany w Glasgow jako pomocnicza jednostka portowa. Data skasowania i oddania na złom nieznana[1].

### Sprzedane ZSRR
(B30/7) – Zaporoge,
(B30/8) – Krivoy Rog,
(B30/9) – Kramatorsk,
(B30/10) – Makeevka,
(B30/11) – Gorlovka,
(B30/12) – Novo-Shahtinsk,
(B30/13) – Solikamsk,
(B30/14) – Kurgan,
(B30/15) – Zlatoust,
(B30/16) – Minusinsk,
(B30/17) – Pavlodar,
(B30/18) – Jenakiyevo,
(B30/19) – Nikitovka,
(B30/20) – Novocherkassk,
(B30/21) – Volnovacha,
(B30/22) – Vitegra,
(B30/23) – Tovda,
(B30/24) – Kalar,
(B30/25) – Azovstal,
(B30/26) – Tkvarcheli,
(B30/27) – Zangezur,
(B30/28) – Malaia Zemlia,
(B30/29) – Pereyeslav Khmielnitsky.